# Allierade kontrollrådet

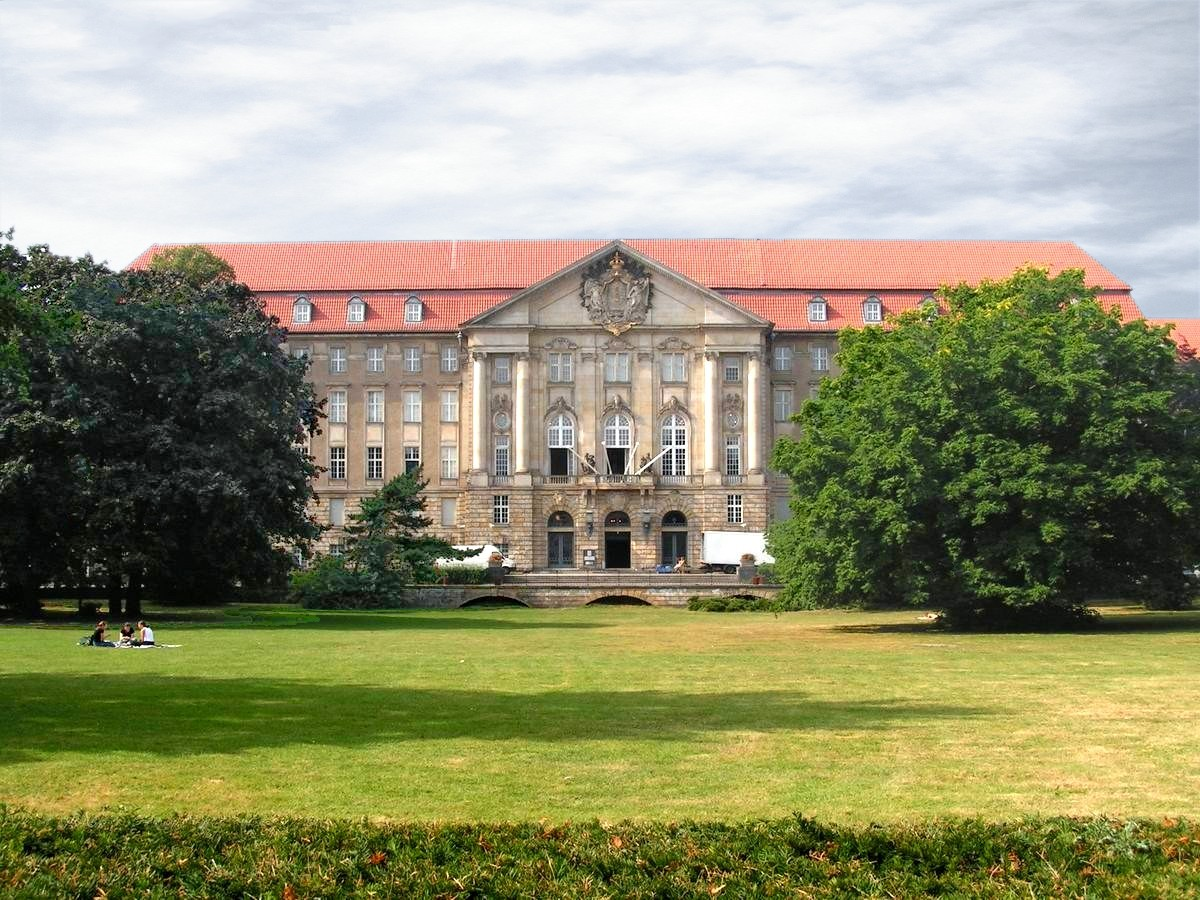
Kammergericht i Schöneberg var säte för Allierade kontrollrådet 1945-1990.

Allierade kontrollrådet upprättades vid andra världskrigets slut 1945 av de fyra ockupationsmakterna (Storbritannien, Frankrike, Sovjetunionen och USA) i Tyskland. Tyskland upphörde som stat och i stället innehade kontrollrådet den högsta offentliga makten i landet. Den allierade kommendanturen i Berlin var underställd kontrollrådet.
När förbundsländerna i tre västliga ockupationszonerna hade bildat Västtyskland och i september 1949 inrättat de nödvändiga statsorganen, och Östtyskland bildats i den sovjetiska ockupationszonen den 7 oktober samma år, upphörde kontrollrådets statsöverhöghet. I Västtyskland övertogs den rollen av Allierade höga kommissionen, som var ockupationsmakternas högsta myndighet och kontrollorgan under åren 1949–1955.
Det fanns ett liknande kontrollråd i Österrike, medan kontrollkommissionen i Finland inte hade ett lika genomgripande uppdrag; Finland förlorade aldrig sin självständighet även om suveräniteten i praktiken var kringskuren de första åren efter kriget.